# 25. Międzynarodowy Festiwal Filmowy w Berlinie
25. Międzynarodowy Festiwal Filmowy w Berlinie odbył się od 27 czerwca do 8 lipca 1975. W konkursie głównym zaprezentowano 23 filmy z 18 krajów.
Jury pod przewodnictwem brytyjskiej aktorki Sylvii Syms przyznało nagrodę główną festiwalu, Złotego Niedźwiedzia, węgierskiemu filmowi Adopcja w reżyserii Márty Mészáros. Drugą nagrodę w konkursie głównym, Srebrnego Niedźwiedzia – Nagrodę Specjalną Jury, przyznano ex aequo francuskiemu filmowi Dupont Lajoie w reżyserii Yves’a Boisseta oraz brytyjskiemu filmowi Overlord w reżyserii Stuarta Coopera.
Na festiwalu zaprezentowano retrospektywę twórczości odnoszącej sukcesy w Hollywood szwedzkiej gwiazdy Grety Garbo.

## Członkowie jury

### Konkurs główny
- Sylvia Syms, brytyjska aktorka – przewodnicząca jury[2]
- Henry Chapier, francuski krytyk filmowy
- Else Goelz, niemiecka dziennikarka
- Albert J. Johnson, amerykański krytyk filmowy
- Rostisław Jurieniew, rosyjski krytyk filmowy
- João Carlos Martins, brazylijski pianista i dyrygent
- Ottokar Runze, niemiecki reżyser
- Sukhdev Sandhu, indyjski krytyk filmowy

## Selekcja oficjalna

### Konkurs główny
Następujące filmy zostały wyselekcjonowane do udziału w konkursie głównym o Złotego Niedźwiedzia i Srebrne Niedźwiedzie:
| Tytuł polski            | Tytuł oryginalny                                       | Reżyseria                                                         | Kraj produkcji    |
| ----------------------- | ------------------------------------------------------ | ----------------------------------------------------------------- | ----------------- |
| Bilans kwartalny        | Bilans kwartalny                                       | Krzysztof Zanussi                                                 | Polska            |
| Wielki dom              | La casa grande                                         | Francisco Rodríguez Fernández                                     | Hiszpania         |
| Komedia fantastyczna    | Comedie fantastica                                     | Ion Popescu-Gopo                                                  | Rumunia           |
| Daleko od domu          | در غربت Dar Ghorbat                                    | Sohrab Shahid-Saless                                              | Iran              |
| Dupont Lajoie           | Dupont Lajoie                                          | Yves Boisset                                                      | Francja           |
| Epoka lodowcowa         | Eiszeit                                                | Peter Zadek                                                       | RFN               |
| Gangsterfilmen          | Gangsterfilmen                                         | Lars G. Thelestam                                                 | Szwecja           |
| Jakub kłamca            | Jakob der Lügner                                       | Frank Beyer                                                       | NRD               |
| John Glückstadt         | John Glückstadt                                        | Ulf Miehe                                                         | RFN               |
| Kto szuka złotego dna   | Kdo hledá zlaté dno                                    | Jiří Menzel                                                       | Czechosłowacja    |
| Zostawcie nas w spokoju | La’ os være                                            | Ernst Johansen i Lasse Nielsen                                    | Dania             |
| Lili, kochaj mnie!      | Lily, aime-moi                                         | Maurice Dugowson                                                  | Francja           |
| Miłość i śmierć         | Love and Death                                         | Woody Allen                                                       | Stany Zjednoczone |
| Adopcja                 | Örökbefogadás                                          | Márta Mészáros                                                    | Węgry             |
| Po sezonie              | Out of Season                                          | Alan Bridges                                                      | Wielka Brytania   |
| Overlord                | Overlord                                               | Stuart Cooper                                                     | Wielka Brytania   |
| Il piatto piange        | Il piatto piange                                       | Paolo Nuzzi                                                       | Włochy            |
| Oddział                 | Posse                                                  | Kirk Douglas                                                      | Stany Zjednoczone |
| Pierwszy raz na trawie  | La prima volta, sull’erba                              | Gianluigi Calderone                                               | Włochy            |
| Samna                   | Samna                                                  | Jabbar Patel                                                      | Indie             |
| Sandakan nr 8           | サンダカン八番娼館 望郷 Sandakan hachibanshokan bohkyo | Kei Kumai                                                         | Japonia           |
| Zapamiętajmy to lato    | Сто дней после детства Sto dniej poslie dietstwa       | Siergiej Sołowjow                                                 | ZSRR              |
| Opowieści melancholijne | Zwaarmoedige verhalen voor bij de centrale verwarming  | Nouchka van Brakel, Ernie Damen, Bas van den Lecq i Guido Pieters | Holandia          |

### Pokazy pozakonkursowe
Następujące filmy zostały wyświetlone na festiwalu w ramach pokazów pozakonkursowych:
| Tytuł polski                          | Tytuł oryginalny                           | Reżyseria         | Kraj produkcji |
| ------------------------------------- | ------------------------------------------ | ----------------- | -------------- |
| Portret Fidela (film krótkometrażowy) | Ritratto di Fidel                          | Gina Lollobrigida | Włochy         |
| Będzie dobrze, Salmonico              | יהיה טוב סלומוניקו Yi’ihiyeh Tov Salmonico | Alfred Steinhardt | Izrael         |

## Laureaci nagród

### Konkurs główny
Złoty Niedźwiedź
- Adopcja, reż. Márta Mészáros

Srebrny Niedźwiedź – Nagroda Specjalna Jury
- Dupont Lajoie, reż. Yves Boisset
- Overlord, reż. Stuart Cooper

Srebrny Niedźwiedź dla najlepszego reżysera
- Siergiej Sołowjow – Zapamiętajmy to lato

Srebrny Niedźwiedź dla najlepszej aktorki
- Kinuyo Tanaka – Sandakan nr 8

Srebrny Niedźwiedź dla najlepszego aktora
- Vlastimil Brodský – Jakub kłamca

Srebrny Niedźwiedź za wybitne osiągnięcie artystyczne
- Miłość i śmierć, reż. Woody Allen

### Konkurs filmów krótkometrażowych
Złoty Niedźwiedź dla najlepszego filmu krótkometrażowego
- See, reż. Robin Lehman

Srebrny Niedźwiedź – Nagroda Jury dla filmu krótkometrażowego
- ŠŠŠ, reż. Václav Bedřich
- Strast, reż. Aleksandar Ilić

### Pozostałe nagrody
Nagroda FIPRESCI
- Konkurs główny:  Daleko od domu, reż. Sohrab Shahid-Saless
- Forum Nowego Kina:  Chór, reż. Mrinal Sen

Nagroda czytelników „Berliner Morgenpost”
- Dupont Lajoie, reż. Yves Boisset